# Yvonne Andres
Yvonne Marie Andres est une éducatrice américaine reconnue comme une pionnière et visionnaire de l'apprentissage en ligne. Andres est la cofondatrice de Global SchoolNet, un organisme à but non lucratif créé en 1984, et la fondatrice de Global Schoolhouse en 1992.

## Biographie
Yvonne Andres a obtenu son doctorat en technologie de l'éducation de l'Université de San Diego sur l'apprentissage collaboratif en ligne. Elle a commencé sa carrière en tant qu'enseignante, coordonnatrice de programme en milieu scolaire et mentor en technologie pour le district scolaire unifié d'Oceanside, en Californie. Andrés est une spécialiste de l'apprentissage en ligne depuis 1984 en tant que directrice de projet pour divers réseaux, notamment les réseaux AT&T Learning Network, CORE (California Online Resources), CERFnet (en) (California Education Research Federation) et Free Educational Mail (FrEdMail).
Andrés a écrit "CERF'n Safari: Guide de l'internet pour les éducateurs", le premier guide Internet pour enseignants. En 1994, Andrés a accepté un poste au Conseil des technologies de l'information du gouverneur pour la Californie, où elle a co-écrit "Obtenir des résultats". Andrés est co-auteur de «Aller à l'école sur Internet» et de « Utiliser le pouvoir du Web pour une utilisation en classe » de Cisco. Andrés a aussi écrit "Premiers pas sur Internet".
Andrés a été nommée l'une des 25 personnes les plus influentes au monde dans le domaine de la technologie de l'éducation ; elle a été invitée à rencontrer le président George W. Bush pour lancer l'initiative Friendship through Education en l'an 2000. Andrés a créé les programmes "International CyberFair" et "Doors to Diplomacy" du département d'État américain. Andrés écrit des programmes d’éducation efficaces dans le monde entier qui combinent apprentissage en ligne et hors ligne, tout en incorporant les dernières découvertes en matière de neuroplasticité et de méthodes d’apprentissage constructivistes.
En 2017, elle a été intronisée au Internet Hall of Fame.

## Publication
- (en) CyberFair Implementation Guide: Opening the Doors to Collaboration, English 2014.
- (en) School and the Community: Collaboration in the Context of New Educational Standards: Experiences of Russia and the United States, English 2014.
- (en) Media spaces and their application in K-12 and college learning communities. CHI Conference Companion 1994[7]
- (en) TeleSensations: Educators Handbook Instructional Telecomputing 1988.